# Lambeth
Lambeth

Vist i Greater London
| Status                | Bydel i London   |
| Areal:                | 26,82 km²        |
| Befolkning:           | 274.869 (2002)   |
| Befolkningstæthed:    | 10.137 pr. km²   |
| ONS-kode:             | 00AY             |
| Adm. center:          | Brixton / London |
| Adm. grevskab:        | Greater London   |
| Ceremonielt grevskab: | Greater London   |
|                       |                  |
| Region:               | Greater London   |
|                       |                  |

Lambeth´(officielt: London Borough of Lambeth) er en bydel i den sydvestlige del af det indre London. Den blev oprettet i 1965, da kredsen Lambeth blev slået sammen med Streatham og Clapham i kredsen Wandsworth.
Ærkebiskoppen af Canterburys officielle London-residens, Lambeth Palace, ligger i bydelen.

## Navnets oprindelse
Navnet er kendt fra 1062 som Lambehitha (af lamb = lam, hythe = lille havn), og i 1255 som "Lambeth". Navnet beskriver et sted, hvor lam blev landsat fra både. "South Lambeth" står registreret som Sutlamehethe i 1241, og "North Lambeth" som North Lamhuth i 1319. Egnens marskland, kendt som Lambeth Marshe, blev drænet i løbet af 1700-tallet, men lever videre i gaden Lower Marsh,  der er aftegnet allerede på de la Feuilles kort over London fra 1690,  og i dag anses som bevaringsværdig. 

## Historie
Fra 1190 tilhørte Lambeth-godset ærkebiskoppen af Canterbury. Hans residens lå overfor Westminster Palace, og en færge krydsede Themsen mellem dem. Frem til omkring 1750 var den nordlige del af Lambeth marskland, mens den sydlige del rummede flere landsbyer og bosætninger, især ved Clapham og Streatham langs de gamle romerske veje ned til sydkysten. Industrien lå nordpå, langsmed Themsen. Lambeth var kendt for sin fremstilling af glas, keramik og både. 
Lambeth var længe en af Londons mest tvivlsomme bydele. I slutningen af 1800-tallet var egnen stadigvæk en mudret mose uden dræning. Ærkebiskoppen af Canterbury og hertugen af Cornwall (kongens (eller den regerende dronnings) ældste (overlevende) søn) ejede området sammen. De var begge rige nok, og brød sig aldrig om at udvikle egnen sådan som andre af Londons store herrer gjorde – Grosvenor, Bedford og Devonshire – som skabte pladserne og herskabshusene på Themsens vestbred. I stedet var Lambeth præget af udlejede rønner og forfaldne lagerskure, og berygtet som en af Londons mest stinkende, larmende bydele. Der var skosværtefabrikker, sæbekogerier, farverier, kalkbrænderier og garverier, hvor arbejderne gjorde skindene mørkere med et stof kaldt pure (= rent), som i virkeligheden var hundemøg indsamlet af de fattige. Jernbanelinjer svævede højt over sumplandet, deriblandt London Necropolis Railway,  anlagt for at fragte de døde til Brookwood Kirkegård i bydelen Woking.
En kvalmende lugt af gær og humle sivede ud fra skorstenen i det store bryggeri Red Lion i Belvedere Road lige nord for Hungerford Bridge. Lambeth lå udenfor den jurisdiktion, City of London og City of Westminster var underlagt. Administrativt tilhørte bydelen indtil 1888 County of Surrey, sådan at Londons strenge love ikke omfattede dem, som krydsede de nye broer – Waterloo Bridge, Blackfriars Bridge, Westminster Bridge eller Hungerford Bridge. Vovede man sig ind i Lambeth (ofte kaldt the Surrey-side), kunne man købe absint; se teaterstykker, der ikke slap gennem censuren i London; eller købe en prostitueret i en hvilken som helst alder uden frygt for, at en runner (= "strisser" i datidens London-slang) blandede sig i sagen. 

## Åen Neckinger
Neckinger løb ud i Themsen, og fik sit navn fra en makaber indretning nærved mundingen ved St Saviour's Dock, hvor der var rejst en galge for henrettelse af dømte sørøvere. Denne blev kendt som Devil's Neckerchief (= djævelens halsklæde), et tilnavn der snart blev benyttet om åen. Neckingers kilder var at finde i Lambeths marskland, ved bagsiden af den nuværende Waterloo Station. Derfra flød åen i en lang kurve væk fra Themsen, rundt til Elephant & Castle Station, og videre til Bermondsey over det tidligere klosterområde. Hele Neckingers løb er ualmindeligt fladt, og den er forbundet med Themsen ved kunstige kanaler i begge ender. Byudviklingen slettede Neckinger fra landkortet hurtigere end de fleste andre af Londons åer. 

## Kvarterer i Lambeth
- Brixton
- Clapham, Clapham Park
- Gipsy Hill
- Herne Hill (vestlig del)
- Kennington
- Lambeth
- South Bank, South Lambeth, Stockwell, Streatham, Streatham Hill, Streatham Vale
- Tulse Hill
- Vauxhall
- West Norwood